# Comuna Sîniv, Hoșcea
Sîniv (în ucraineană Синів) este o comună în raionul Hoșcea, regiunea Rivne, Ucraina, formată din satele Sîniv (reședința) și Terentiiv.

## Demografie
Componența lingvistică a comunei Sîniv
     Ucraineană (99%)
     Alte limbi (1%)
Conform recensământului din 2001, majoritatea populației comunei Sîniv era vorbitoare de ucraineană (99%), existând în minoritate și vorbitori de alte limbi.